# Южен подковонос
Южният подковонос (Rhinolophus euryale) е вид насекомоядни бозайници от разред Прилепи. Среща се и в България.

## Подвидове
- R. e. euryale (Blasius, 1853)
- R. e. judaicus (Matschie, 1904)

## Физическа характеристика
Основните размери на южния подковонос са:
- Дължина на тялото: 4,3–5,8 cm
- Дължина на опашката: 2,2–3 cm
- Размах на крилата: до 29 cm
- Маса: 10–17,5 g

Прилича на подковоноса на Мехели, но е по-дребен, с по-широка подкова и по-дълъг и тесен горен издатък на седлото. Гърбът е сиво-кафяв, а корема е сиво-бял до жълтеникав. Крилата са светло сиви. Младите имат изцяло сива окраска.

## Разпространение и местообитание
Разпространен е в средиземноморския регион на Европа, Северна Африка и Югозападна Азия до Туркменистан (без Арабския полуостров). В България се среща в цялата страна, най-често в карстови райони с надморска височина до 1000 m.
Обитава гористи местности с наличие на пещери, в близост до водоеми.

## Начин на живот и хранене
Колониален вид, но на много места е рядък и не образува колонии. Виси от таваните на пещерите. Често отделните индивиди обгръщат с крила съседите си и лижат лицата и главите им. Допуска съвместно съжителство с други видове подковоноси. Изпада в зимен сън, който прекарва в пещери и минни галерии при температура около 10 °C.
Напуска убежището си късно след залез слънце. Ловува основно в гори и покрайнините им, по-рядко из крайречна дървесна растителност. Хваща плячката си от кората на дървета и храсталаци. Лети ниско и бавно, умее да „увисва“ във въздуха. Храни се с молци и други нощни насекоми.

## Размножаване и развитие
В размножителните убежища може да се съберат от 50 до 100 женски. Малкото излита в средата на юли. В същото време женската забременява отново.

## Природозащитен статут
- Червен списък на застрашените видове (IUCN Red list) – Уязвим (Vulnerable VU)[7]
- Директива за местообитанията и дивата флора и фауна на ЕС – Приложение II и IV[8]

Състоянието на популацията му като цяло е с тенденция на нарастване. Влошено е състоянието на популацията в северната част на ареала, което се дължи на безпокойство от човека. Числеността на популацията в България се оценява на 40 000 индивида.